# North American International Auto Show
Die North American International Auto Show (NAIAS), auch Detroit Auto Show genannt, ist die größte Automobilausstellung in den USA.
Die NAIAS fand bis 2019 jährlich in der zweiten und dritten Januar-Woche im TCF Center in Detroit statt. Ab 2020 sollte die Veranstaltung im Spätsommer stattfinden. Wegen der COVID-19-Pandemie entfiel sie jedoch in den Jahren 2020 und 2021. Veranstalter ist die Detroit Auto Dealers Association. An den zwei Presse-, zwei Fachbesucher- und neun Publikumstagen werden über 800.000 Besucher erwartet.
Auf etwa 55.000 m² Nettoausstellungsfläche präsentieren rund 70 Aussteller ihre Produkte. Neben den in Detroit heimischen Automobilgiganten General Motors, Chrysler und Ford sind dies alle weltweit tätigen Automobilhersteller und Zulieferer. Aus Deutschland sind Audi, BMW (mit Mini), Mercedes-Benz (mit smart) und Volkswagen mit einem Stand vertreten. Nach einer sechsjährigen Pause, in dem sich das Unternehmen auf eine Präsenz bei der konkurrierenden  LA Auto Show konzentrierte, kehrte Porsche im Jahr 2012 wieder auf die NAIAS zurück.
Der NAIAS kommt besondere Bedeutung in der Automobilindustrie zu, weil sie die erste der fünf großen Automobilmessen eines jeden Jahres ist. Auch wird auf der NAIAS jährlich die Auszeichnung North American Car of the Year für das Auto des Jahres in Nordamerika vergeben.

## Geschichte

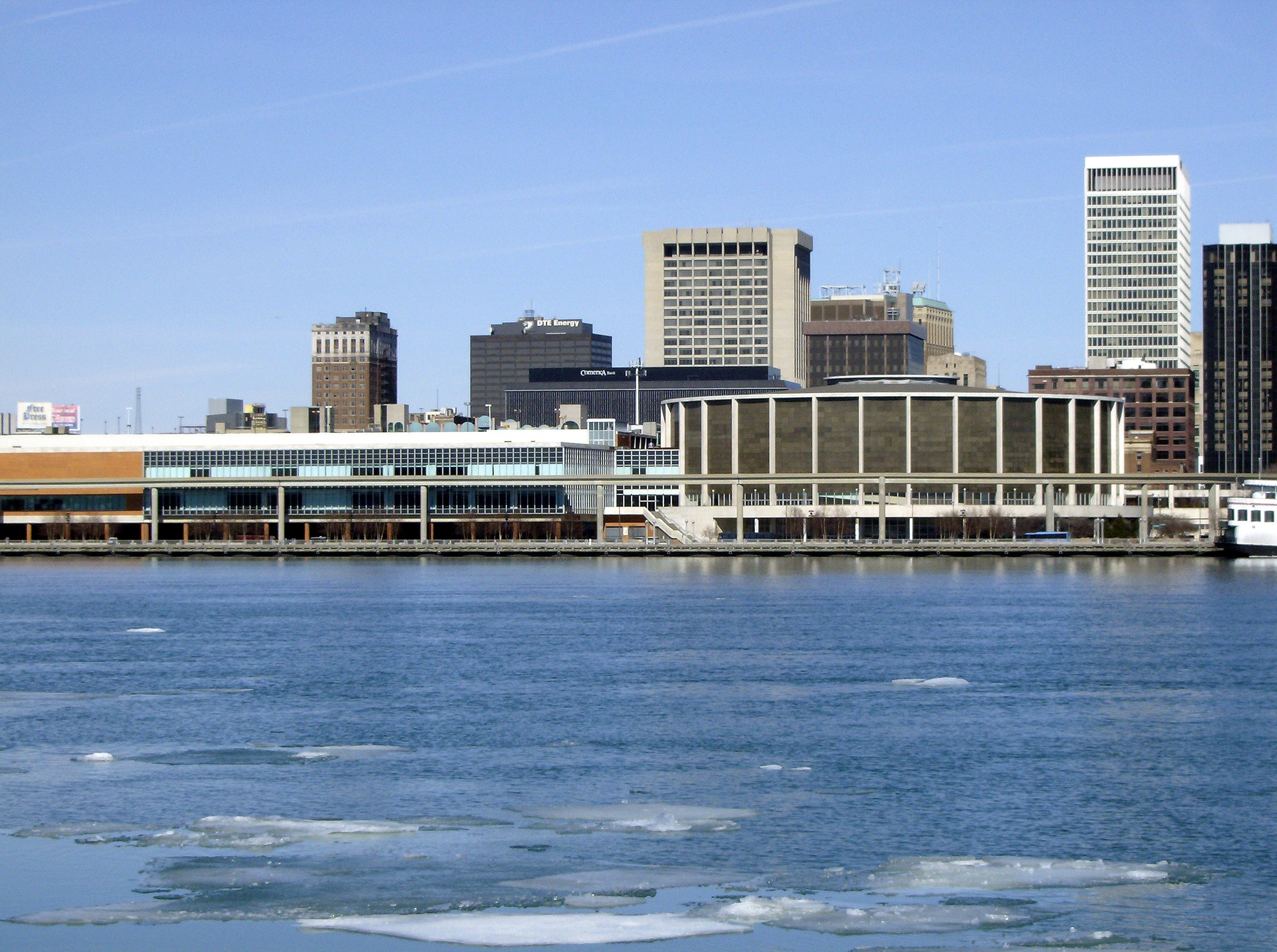
Das Cobo Conference & Exhibition Center (2007)

Der Anlass wurde 1907 als Detroit Automobile Show erstmals durchgeführt, organisiert von der Detroit Area Dealer Association. 17 Aussteller zeigten ihre Fahrzeuge im Riverview Park. Mit einer neunjährigen Unterbrechung durch den Zweiten Weltkrieg und den Koreakrieg (1943–1953) fand die Detroit Automobile Show jedes Jahr statt, anfangs an einem Termin jeweils im Februar. Sie wurde später unter anderem im Light Guard Armory, dem Wayne Gardens Pavilion und den Michigan State Fairgrounds durchgeführt. Der gegenwärtige Veranstaltungsort, das TCF Center, wurde 1965 bezogen, damals trug diese Halle noch den Namen Cobo Conference & Exhibition Center.
1957 stellten mit unter anderem Jaguar, Volvo,  Mercedes-Benz und Porsche erstmals europäische Hersteller in Detroit aus. Mit einer Vergrößerung des Cobo Center ging die Detroit Auto Show 1989 den Weg von der regional amerikanischen zur internationalen Messe und wurde zur NAIAS. Zu den ersten Weltpremieren gehörten die Einführung der neuen Marken Lexus und Infiniti. Seitdem hat sich NAIAS als eine der bedeutendsten Automobilmessen der Welt etabliert.
2014/15 lag die Detroiter Auto Show hinsichtlich der Besucherzahlen auf Platz 4 hinter den Automessen in Paris, Frankfurt und Peking.